# Musée de la Photographie de la Communauté française à Charleroi

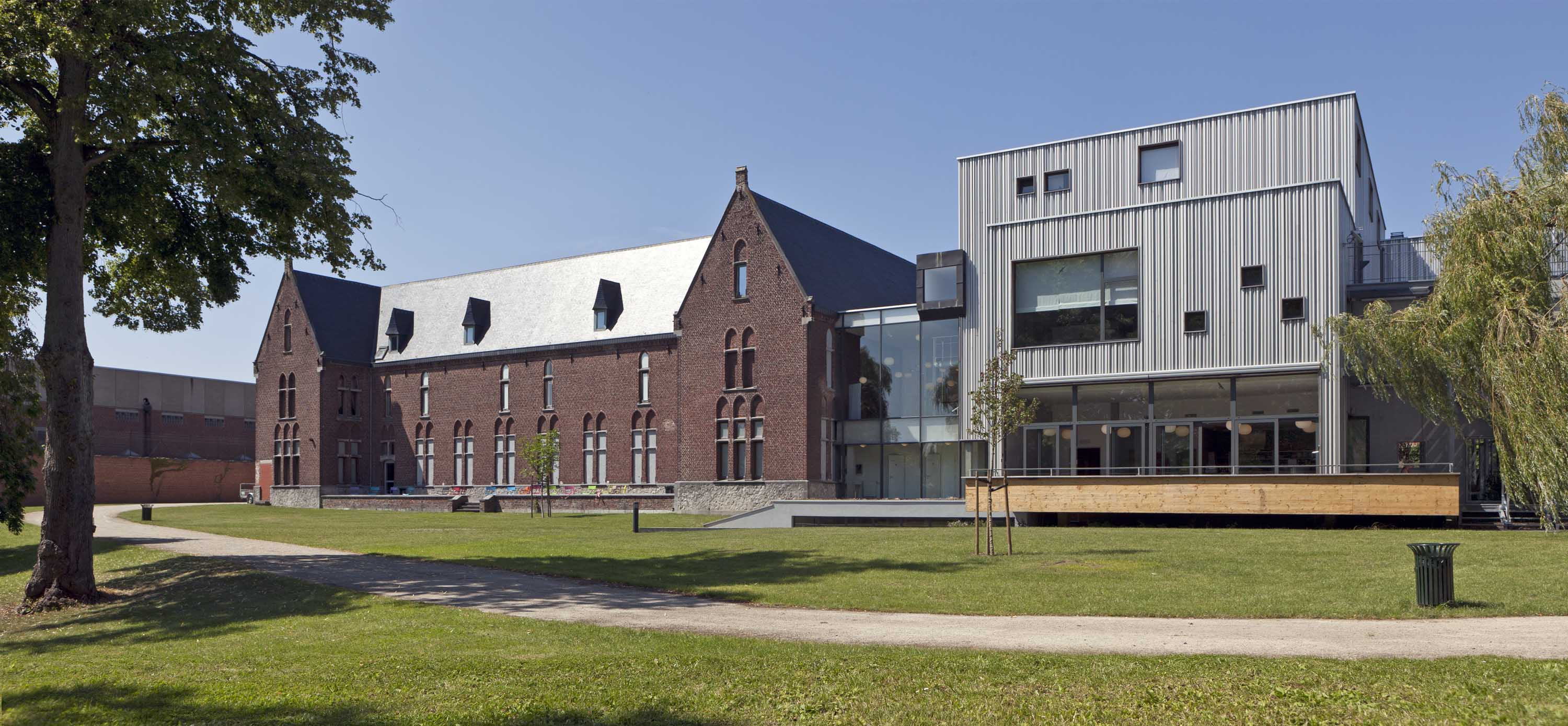
Museum für Fotografie in Mont-sur-Marchienne

Das Museum für Fotografie (Musée de la Photographie de la Communauté française à Charleroi) in Mont-sur-Marchienne bei Charleroi in (Belgien Wallonie) wurde 1987 eröffnet. Es befindet sich in einem ehemaligen Karmeliterkloster.
Die umfangreiche Sammlung zur Geschichte der Fotografie dokumentiert praktisch alle Phasen der Entwicklung der Fotografie mit Originalabzügen. So enthält sie ebenso frühe Daguerreotypien wie Beispiele der Düsseldorfer Photoschule (z. B. Andreas Gursky, Thomas Struth, Thomas Ruff). Daneben zeigt das Museum eine kleine Sammlung von Kameras unterschiedlicher Epochen und präsentiert regelmäßig Wechselausstellungen zur zeitgenössischen Fotografie. Insgesamt umfasst die Sammlung über 80.000 Fotografien, von denen etwa 800 ausgestellt werden, sowie zwei Millionen Negative.
Seit seiner Erweiterung um 1200 m² im Jahre 2008 mit einem Neubau der Architekten ESCAUT Architecture und dem Bureau d’Etudes Weinand besitzt das Museum für Fotografie 6000 m² Ausstellungsfläche. Die Fachbibliothek des Museums verfügt über rund 13.000 Werke.